# Canis lupus alces
Canis lupus alces (лат.) — вымерший подвид волка (Canis lupus), некогда обитавший на территории полуострова Кенай, расположенного на южной Аляске. Найденные останки позволяют сделать вывод, что животное было около 210 см длиной, не считая хвоста, которой достигал в длину 60 см. Большой рост (110 см) и масса (более 90 кг) помогали этому подвиду волка в охоте на лосей, населяющих полуостров. Считается, что это был крупнейший представитель современных псовых. C. l. alces был впервые описан в 1944 году американским зоологом Эдвардом Голдманом как один из четырёх подвидов Аляски.
C. l. alces регулярно наблюдали с начала 1890-х, когда в эти места прибыли поселенцы, движимые Золотой лихорадкой. В результате охоты и применения стрихнина к концу 1910-х популяция волка была практически полностью уничтожена.
Разрозненные сообщения о наблюдении волков на протяжении 1940-х не подтверждались до 1960-х. Однако неизвестно, были ли это новые группы волков, представляющие другие аляскинские подвиды, или это, возможно, потомки немногих выживших C. l. alces. Генетические исследования показали, что C. l. alces, как минимум, был связан с другими подвидами волков Аляски.